# 鍾雅
鍾 雅（しょう が、生年不詳 - 329年）は、中国の東晋の官僚・軍人。字は彦冑。本貫は潁川郡長社県。

## 経歴
公府掾の鍾曄（鍾繇の弟の鍾演の孫）の子として生まれた。早くに父を失ったが、学問を好んで才能と志望に優れ、四行に挙げられた。汝陽県令に任じられ、入朝して佐著作郎となった。母が死去したため、官を去って喪に服し、喪が明けると復職した。東海王司馬越に請われてその参軍となり、尚書郎に転じた。
華北の戦乱を避けて長江を南に渡り、琅邪王司馬睿の下で丞相記室参軍となり、臨淮国内史・振威将軍に転じた。ほどなく建康に召還されて、散騎侍郎に任じられた。尚書右丞や北軍中候を歴任した。大将軍王敦に請われてその従事中郎となり、宣城国内史に任じられた。太寧2年（324年）、銭鳳が反乱を起こすと、鍾雅は広武将軍の号を加えられて、兵を率いて青弋に進軍した。ときに広徳県の周玘が銭鳳に呼応して起兵し、鍾雅を攻撃した。鍾雅は涇県に退却して、士庶を糾合すると、周玘を討ち、これを斬った。銭鳳の乱が平定されると、鍾雅は建康に召還されて、尚書左丞に任じられた。
太寧3年（325年）、明帝が死去すると、鍾雅は御史中丞に転じた。国喪が終わらないうちに、尚書の梅陶が勝手に妓女を成帝に献上していたため、鍾雅は梅陶を弾劾した。明穆皇太后が臨朝称制すると、梅陶の罪は不問に付された。
咸和元年（326年）、劉遐が死去すると、劉遐の部下たちが反乱を起こしたため、郭黙が反乱の討伐にあたった。鍾雅は監征討軍事・仮節として討伐に参加した。反乱が鎮圧されると、鍾雅は驍騎将軍に任じられた。咸和2年（327年）、蘇峻の乱が起こった。咸和3年（328年）、鍾雅は前鋒監軍・仮節となり、1000人を率いて討伐に向かった。鍾雅の兵は少なく、交戦せずに引き返した。侍中に任じられた。官軍が敗れて、建康が陥落すると、鍾雅は劉超とともに成帝を護衛した。成帝が蘇峻に迫られて石頭城に移ることとなると、鍾雅と劉超は歩いて侍従した。咸和4年（329年）、鍾雅は反乱兵によって殺害された。反乱が鎮圧されると、光禄勲の位を追贈された。
子の鍾誕は中軍参軍となったが、早逝した。

## 伝記資料
- 『晋書』巻70 列伝第40